# Közönséges rigótimália

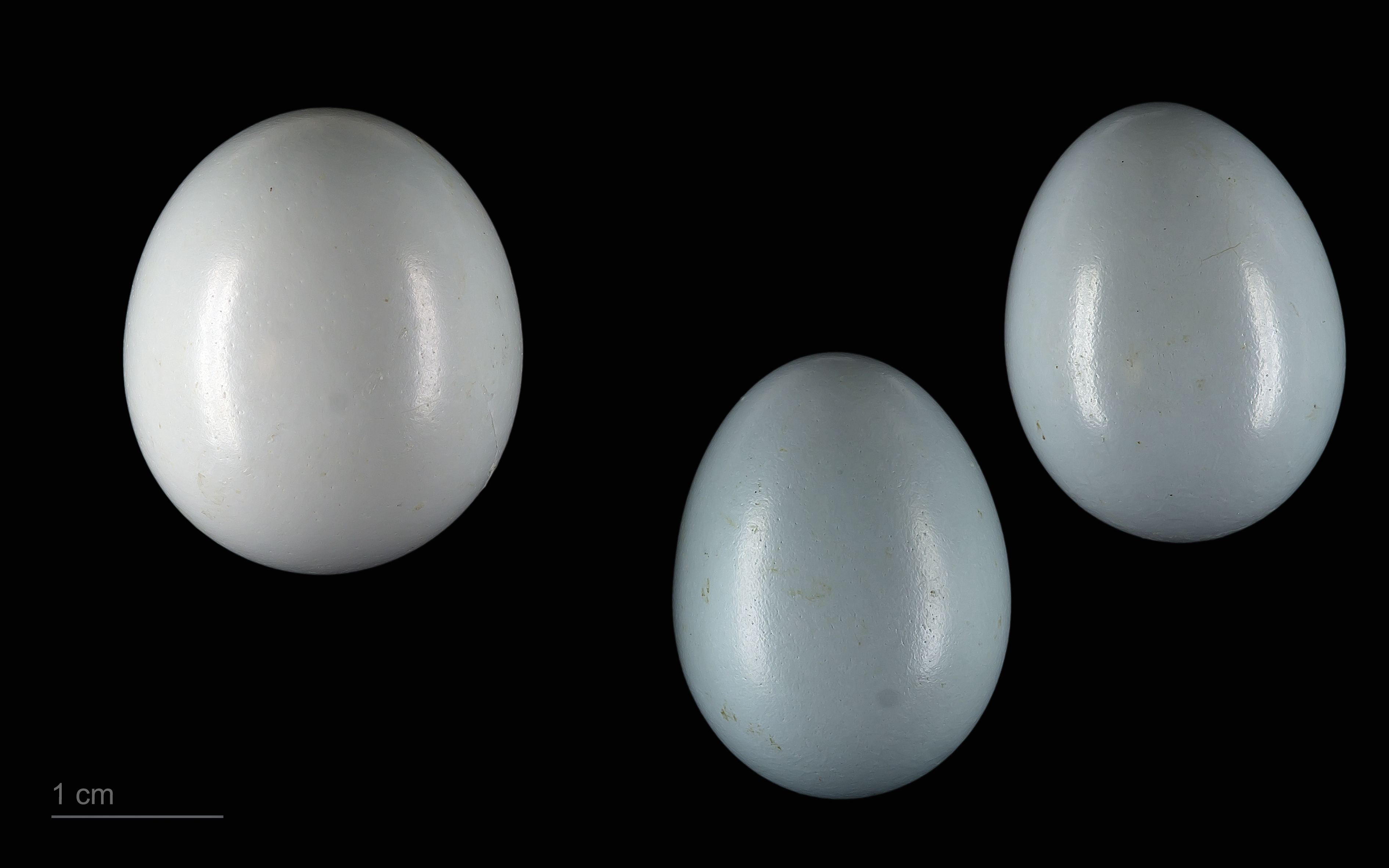
Clamator levaillantii + Turdoide plebejus

A közönséges rigótimália (Turdoides plebejus) a madarak osztályának verébalakúak (Passeriformes) rendjébe és a Leiothrichidae családjába tartozó faj.

## Rendszerezése
A fajt Philipp Jakob Cretzschmar német ornitológus írta le 1828-ban, az Ixos nembe Ixos plebejus néven.

## Alfajai
- Turdoides plebejus cinerea (Heuglin, 1856)
- Turdoides plebejus platycirca (Swainson, 1837)
- Turdoides plebejus plebejus (Cretzschmar, 1828)[2]

## Előfordulása
Afrika középső részén, Benin, Bissau-Guinea, Burkina Faso, Csád, Dél-Szudán, Kamerun, a Közép-afrikai Köztársaság,  a Kongói Demokratikus Köztársaság, Elefántcsontpart, Etiópia, Gambia, Ghána, Guinea, Kenya, Mali, Mauritánia, Niger, Nigéria, Szenegál, Sierra Leone, Szudán, Togo és Uganda területén honos. 
Természetes élőhelyei a szubtrópusi vagy trópusi lombhullató erdők, cserjések és szavannák, valamint szántók és vidéki kertek. Állandó, nem vonuló faj.

## Megjelenése
Testhossza 25 centiméter, testtömege 52-80 gramm.
|  |

## Életmódja
Rovarokkal táplálkozik.

## Természetvédelmi helyzete
Az elterjedési területe rendkívül nagy, egyedszáma pedig stabil. A Természetvédelmi Világszövetség Vörös listáján nem fenyegetett fajként szerepel.